# Hypnum bambergeri
Hypnum bambergeri (Bambergers Schlafmoos) ist ein pleurokarpes Laubmoos aus der Familie Hypnaceae.

## Merkmale
Hypnum bambergeri bildet meist dichte, polsterförmige, gelbgrüne bis goldbraune, innen hell rostfarbene Rasen. Die Stämmchen werden bis über 10 Zentimeter lang, sind unregelmäßig verzweigt und nicht rhizoidfilzig. Der Stämmchenquerschnitt weist einen dünnen Zentralstrang auf. Die dicht und zweizeilig angeordneten Blätter sind sichel- bis kreisförmig gebogen, aus eiförmiger Basis in eine lange Pfrieme ausgezogen, 1,6 bis 2 Zentimeter lang, nicht faltig, flach- und ganzrandig. Die Blattrippe ist kurz und doppelt oder kann ganz fehlen. Astblätter sind im Vergleich zu den Stämmchenblättern kürzer und schmäler.
Die Laminazellen der Blattmitte sind stumpf-linealisch, 6 bis 7 µm breit und bis 10-mal so lang wie breit, verdickt und getüpfelt. Blattflügelzellen sind orange gefärbt, quadratisch bis rundlich oder oval und stark verdickt.
Das Moos ist diözisch. Sporogone sind sehr selten.

## Verbreitung und Standortansprüche
Hypnum bambergeri ist arktisch-alpin verbreitet und kommt in Europa, Nordasien und Nordamerika vor. In Mitteleuropa beschränken sich die Vorkommen auf die Alpen, hier ist es in Höhenlagen von etwa 1700 bis 2800 Metern verbreitet. Es wächst an feuchten Kalkfelsen. 